# Mathias Ri Iong-hoon
Mathias Ri Iong-hoon (Lee Yong-hoon) (ur. 13 września 1951 w Kyoûng-ghi) –  koreański duchowny rzymskokatolicki, od 2009 biskup Suwon.

## Życiorys
Święcenia kapłańskie otrzymał 6 marca 1979 i został inkardynowany do diecezji Suwon. Pracował przede wszystkim jako wykładowca, m.in. w niższym seminarium w Seulu, na uniwersytecie w Suwon oraz w wyższym seminarium w tymże mieście. Był także obrońcą węzła sądu diecezjalnego.
19 marca 2003 został prekonizowany biskupem pomocniczym Suwon oraz biskupem tytularnym Catabum Castra. Sakry biskupiej udzielił mu 14 maja 2003 abp Victorinus Youn Kong-hi. 10 października 2008 ogłoszono jego nominację na koadiutora tejże diecezji, zaś urząd biskupa diecezjalnego objął 30 marca następnego roku. W latach 2016-2020 był sekretarzem Konferencji Episkopatu Korei, a 15 października 2020 został przewodniczącym.